# Landgard
Landgard ist eine Erzeugergenossenschaft für Blumen und Pflanzen sowie Obst und Gemüse in Deutschland.

## Firmengeschichte
Als ältester Teil des bis heute als Genossenschaft firmierenden Unternehmens wurde 1910 durch den Holzkaufmann Hans Tenhaeff zusammen mit einigen Landwirten ein Obst- und Gartenbauverein in Straelen gegründet, um in Anlehnung an benachbarte niederländische Organisationen ein modernes Produktions- und Vermarktungssystem als Straelener Erzeugerversteigerung aufzubauen. Diese führte 1914 die erste Versteigerung von Obst und Gemüse in Deutschland durch. 1924 wurde eine Versandhalle in Kevelaer für den überregionalen Vertrieb gebaut.
Weitere Unternehmensgründungen waren 1950 die Azalerika eG in Kevelaer für Azaleen und 1953 die Niederrheinische Blumenvermarktung in Neuss, die parallel zur Straelener Erzeugerversteigerung die Versteigerung von Schnittblumen startete.
Als erster Zusammenschluss wurde 1974 die UGA (Union gartenbaulicher Absatzmärkte GmbH, Straelen) aus der Straelener Erzeugerversteigerung, der Azalerika eG und der Erzeugergenossenschaft Wesel gebildet. 
Über eine 1997 gegründete Tochtergesellschaft „NBV/UGA“ der beiden Vermarktungsorganisationen NBV (Niederrheinische Blumenvermarktung eG, Lüllingen, die mit der ehemaligen GVG aus dem Jahr 1981 zusammengegangen war) und UGA kam es bis zum 1. Januar 1999 zu einer ersten Fusion. 
Das heutige Unternehmen entstand im Jahr 2005 als weitere Fusion und Reorganisation aus der NBV/UGA GmbH, über die Zwischengesellschaft N.U.C. erweitert um die EVS GmbH (Erzeugerversteigerung Straelen), die Azalerika eG, die Centralmarkt Rheinland eG (Bornheim), die Nordwest-Blumen eG (Wiesmoor) und die fleurfrisch eG (Stuttgart). 
Zum 1. Januar 2007 fusionierte auch die Erzeuger-Großmarkt Gartenbau eG Osnabrück (EGRO) und die Obst- und Gemüsebaugenossenschaft e.G. Bielefeld (OGEB) mit Landgard. Damit gehören derzeit mehr als 3.000 Erzeugerbetriebe der Landgard eG als Mitglied an.
2010 ging Landgard ein Joint Venture mit dem niederländischen Blumen- und Pflanzenvermarkter FloraHolland ein, aus dem die Veiling Rhein-Maas GmbH & Co. KG mit Sitz in Straelen-Herongen hervorging. Die Landgard Versteigerungen Lüllingen und Herongen und die Venloer Versteigerung von FloraHolland wurden am Standort Herongen zusammengeführt.

## Struktur
Die „Landgard eG“ (Sitz: Straelen-Herongen am Niederrhein) ist gegliedert in die Sparten Blumen & Pflanzen sowie Obst & Gemüse.
Die Produkte von insgesamt 3000 anliefernden Gartenbaubetrieben werden nur an Groß- und Einzelhandelskunden vermarktet. Die Vermarktung erfolgt über Abholmärkte, den eigenen Vertrieb und über die Versteigerung der Veiling Rhein-Maas in Straelen-Herongen. Im Jahr 2023 betrug der Gesamtumsatz des Unternehmens 1,932 Milliarden Euro.
Tochtergesellschaften von Landgard sind unter anderem die Fresh Logistics System GmbH und die Bloomways GmbH, beide in Straelen-Herongen.